# Церковь Святого Григория Просветителя (Сингапур)
Церковь святого Григория Просветителя (арм. Սուրբ Գրիգոր Լուսաւորիչ եկեղեցի) — армянская церковь в Сингапуре, на улице Хилл Стрит. Является старейшим христианским храмом в Сингапуре, была признана национальным памятником и охраняется государством.

## История
Первый армянский купец появился в Сингапуре в 1820 году. Колония армян была малочисленной, в 1834 году их было менее 50 человек. В первой половине XIX века, в 1833 году, власти Сингапура выделили армянской общине участок земли для возведения армянской церкви. Члены армянской общины начали кампанию по сбору средств среди армянского населения Сингапура. Собрать удалось ровно половину стоимости проекта церкви. Примечательно, что в то время армянская община Сингапура объединяла всего 44 человека. Недостающую сумму собрали армяне из Индии и острова Ява.
Строительство церкви шло с 1834 по 1835 года. Церковь была построена в 1835 году. Освящение церкви состоялось 26 марта 1836 года, церковь была освящена в честь Святого Григория Просветителя, первого патриарха Армянской Церкви.

Как писала в 1836 году газета The Free Press:
Это небольшое, но элегантное здание делает честь гражданским и религиозным чувствам армян этого Поселения; ибо мы считаем, что лишь в очень редких случаях столь небольшое сообщество собрало бы средства, достаточные для того, чтобы возвести подобное строение - один из наиболее украшенных и наилучшим образом обставленных образчиков архитектуры

## Описание
Армянская церковь святого Григория Просветителя построена в британском колониальном стиле. Архитектором был Джордж Коулман. Его проект был специально адаптирован для тропического климата Сингапура. После строительства оказалось, что колокольня церкви конструктивно ненадежная, поэтому решено было её снести, а на её месте в 1846 году возвели башню, а в 1853 году добавили шпиль.

## Интересный факт
12 июля в 2007 года епископ Сергий (тогда ещё Уссурийский), прибывший в Сингапур, из-за отсутствия на тот момент в городе прихода РПЦ, на праздник Святых Апостолов Петра и Павла провел службу в Армянской церкви

### Обобщение
Считается, что почётные граждане были похоронены на территории армянского прихода. Однако это ошибочное мнение, так как в саду в то время никого не хоронили. В 1988 году сюда лишь перенесли надгробия, и теперь их можно увидеть в мемориальном саду за церковным зданием.

## Современная ситуация
Армянская церковь в Сингапуре является старейшей христианской церковью Сингапура, а также одной из двух армянских церквей, сохранившихся в Юго-Восточной Азии, и в настоящее время находится под охраной государства.
|                |  |          |  |                                           |
| Вход в церковь |  | Интерьер |  | Церковь Св. Григория Просветителя с улицы |

| |  |                       |  |                           |
| Двор церкви. Мемориальные надгробия известных армян Сингапура, перенесённые сюда в 1988 году. Сами тела находятся на кладбище. |  | Главаная часть церкви |  | Вид части церкви со двора |